# Konståret 1922

## Händelser

### Mars
- 15 mars – Arvika Konsthantverk grundar sin verksamhet.[1]

### Oktober
- 7 oktober – Konstnärsgruppen Falangen genomför sin första utställning på Liljevalchs konsthall.

### November
- 4 november – Brittiska arkeologen Howard Carter upptäcker Tutankhamons grav i Egypten.

### Okänt datum
- Halmstadgruppen bildas av några konstnärer från Halmstad.
- Ester Lindahls stipendium instiftades.
- Finlands konstakademi bildades.
- Albert C. Barnes grundar konst- och konstmuseumskolan Barnes Foundation.
- Vävskolan  Sätergläntan grundades.

## Verk
- Max Beckmann – Eiserner Steg
- Joan Miró – La Masia (Farmen)

## Födda
- 30 januari – Gösta Millberg (död 2008), svensk keramiker.
- 2 februari – Lars Erik Falk (död 2018), svensk bildkonstnär och skulptör.
- 24 februari – Richard Hamilton (död 2011), brittisk konstnär.
- 16 mars – Olle Ängkvist (död 2006), svensk konstnär.
- 27 mars – Jules Olitski (död 2007), ryskfödd amerikansk målare.
- 8 april – Anna-Lisa Olausson (död 2010), svensk målare och tecknare.
- 11 april – Birger Forsberg (död 2012), svensk konstnär.
- 12 april – Lars Frost (död 2004), svensk konstnär.
- 23 april – Karl Göte Bejemark (död 2000), svensk konstnär och skulptör.
- 1 juni – Seppo Arina (död 2001), finländsk surrealistisk bildkonstnär.
- 3 juli – Guillaume Cornelis van Beverloo (död 2010), belgisk målare och poet.
- 18 juli – Viktor Rasmussen (död 2004), dansk målare och etsare.
- 26 juli – Georg Suttner (död 2014), svensk konstnär.
- 25 augusti – Aston Forsberg (död 2001), svensk skulptör.
- 9 september – Pauline Baynes (död 2008), brittisk bokillustratör.
- 5 oktober – Erland Brand (död 2020), svensk målare, tecknare och grafiker.
- 31 oktober – Allan Runefelt (död 2005), svensk skulptör.
- 30 november – Alvar Jansson (död 1991), svensk målare.
- 8 december – Lucian Freud (död 2011), tysk-brittisk målare.
- 17 december – Gullan Gregoriusson (död 2017), svensk konstnär och illustratör.
- 22 december –  Bernt Johansson  (död 2001) svensk tecknare och grafiker.
- 24 december – Jonas Mekas (död 2019), litauisk-amerikansk filmare, konstnär och poet.
- 26 december – Hans Gewe Hansson (död 2021), svensk konstnär.
- 27 december – Cecilia Frisendahl (död 2014), svensk grafiker, tecknare och konstnär.
- 31 december – Puck Stocklassa (död 2014), svensk skulptör.

## Avlidna
- 11 januari – Eva Béve (född 1871), svensk konstnär.
- 23 januari – Stephan Sinding (född 1846), norsk-dansk skulptör.
- 22 mars – Didrik von Essen (född 1856), svensk målare och fotograf.
- 15 maj – Leslie Ward (född 1851), brittisk serietecknare.
- 1 november – Reinhold Callmander (född 1840), svensk konstnär.
- 1 december – Arthur Wesley Dow (född 1857), amerikansk målare, fotograf och konstlärare.
- okänt datum – Milly Childers (född 1866), engelsk målare.